# Смирнов Заур Русланович
Смирнов (Смірнов) Заур Русланович (нар. 18 січня 1976, Ленінабад, Таджицька РСР, СРСР) — український кримськотатарський політик. До серпня 2014 року — член Меджлісу кримськотатарського народу, заступник Голови Меджлісу, член Президії Меджлісу, керівник управління по роботі з органами національного самоврядування, державною виконавчою владою АРК, місцевими органами самоврядування, депутатами рад усіх рівнів.

## Життєпис

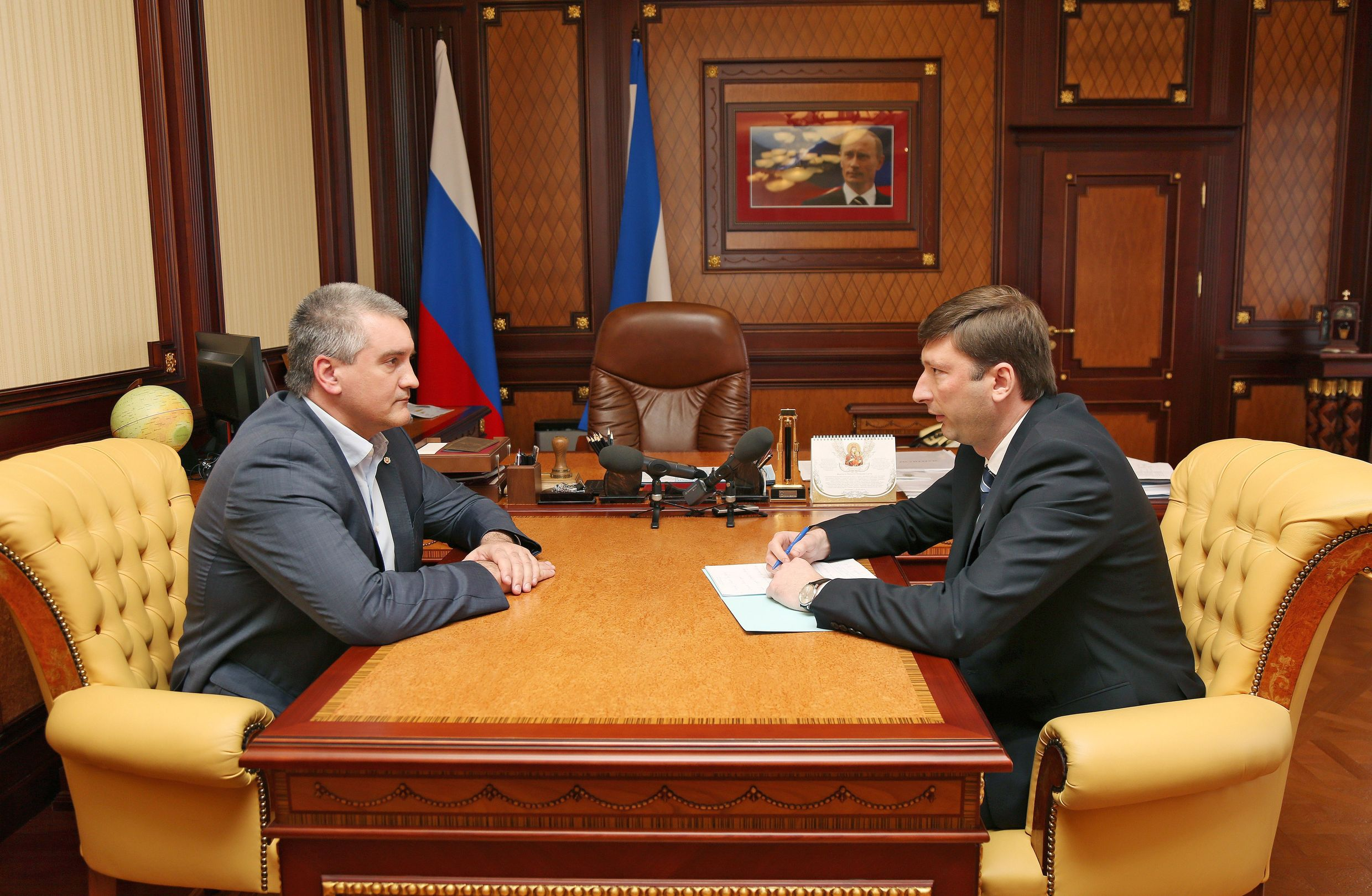
Зустріч Аксьонова та Смирнова (31 березня 2016)

Освіта вища: Одеська юридична академія (спеціальність — «правознавство»).
1999—2013 — начальник управління з міжнаціональних справ та міграції Ялтинської міськради.
З квітня 2014 року — голова Республіканського комітету Криму у справах міжнаціональних відносин та депортованих громадян.
16 травня 2014 року брав участь у зустрічі Володимира Путіна з представниками кримських татар у Сочі.
З червня 2014 року — голова Державного комітету Криму у справах міжнаціональних відносин та депортованих громадян.
У серпні 2014 року Смирнов був виключений з Меджлісу кримськотатарського народу.
16 жовтня 2017 року подав у відставку на вимогу Глави Республіки Крим Сергія Аксьонова, який назвав роботу Смирнова «неефективною».